# Malene Qvist
Malene Qvist (født 28. marts 1983 i København) er en dansk sangerinde og tv-vært. Hun er bedst kendt som en tredjedel af popgruppen Sukkerchok, der hittede med Paradise Hotel-titelsangen "Hvor som helst - når som helst" i 2009. I 2013 synger Malene Qvist titelsangen "Dynamite" til niende sæson af Paradise Hotel.
Som tv-vært har hun lavet julekalender med børnebogsfiguren Rasmus Klump.
I 2024 og 2025 var hun sprechstallmeister sammen med Bubber i Cirkus Arena.

## Diskografi

### Album
- Hvor som helst - når som helst (2009)
- De 1000 drømmes nat (2010)

### Singler
- "De 1000 drømmes nat" (2010)
- "Besat" (2009)
- "Tænder mig" (2011)